# Willughbeia flavescens
Willughbeia flavescens är en oleanderväxtart som beskrevs av William Turner Thiselton Dyer och J. D. Hook.. Willughbeia flavescens ingår i släktet Willughbeia och familjen oleanderväxter. Inga underarter finns listade i Catalogue of Life.